# Анна Каренина (мюзикл, 2016)
«А́нна Каре́нина» — российский мюзикл на либретто и стихи Юлия Кима, музыку Романа Игнатьева. Основан на одноимённом романе Льва Толстого. Премьера состоялась 8 октября 2016 года в театре «Московская оперетта».

## Сюжет
Однажды, зимой на катке, Стива Облонский (брат Анны Карениной) узнаёт, что Константин Левин хочет взять в жёны дочь князя Щербацкого Кити Щербацкую, но та отказывается, так как она встретила офицера Вронского. Убитый горем Константин не может поверить в это и собирается домой.
На балу появляются Кити, князь и княгиня Щербацкие, графиня Вронская и офицер Вронский. Когда офицер Вронский хочет потанцевать с Кити, его друг Стива Облонский просит потанцевать с его сестрой Анной, чтобы ввести ее в круг московского дворянства. Всё идёт не так: после мазурки, на которой Кити должны были сделать предложение, Вронский танцует с Анной и забывает про это. Родители Кити срывают помолвку, а сама Кити убегает с бала. Плача, она чувствует себя покинутой, и хочет броситься под поезд, но распорядитель говорит ей этого не делать.
А тем временем, на вокзале Анна Каренина и офицер Вронский встречают мужа Алексея Каренина с 8-летним сыном Серёжей. Слух о том, что Вронский танцевал с чужой женой и разорвал помолвку с Кити, доходят и до Петербурга. После всей этой суеты графиня Вронская пытается объяснить своему сыну, что будет, если слух дойдёт до мира, а Алексей Каренин просит у своей жены соблюдений приличий. Анна и Вронский отрицают, что между ними что-то было.
Где-то в Петергофе, распорядитель устраивает Петергофские конные состязания. Туда приходят Анна и Алексей Каренины с княгиней Бэтси. Алексей Каренин окончательно узнаёт об измене своей жены и говорит, что это ложь.
Немного позже, Алексей Каренин получает письмо от Анны Карениной, где сама Анна пишет, что просит отдать сына ей, Алексей почти соглашается на это, так как он напоминает ему о его жене, но княгиня уговаривает его оставить сына и написать Анне письмо, в котором было сказано о том, чтобы она забыла про сына и мужа, а Сереже говорят, что Анна умерла. Тем временем Вронский и Анна Каренина признаются, что они свободны.
Спустя некоторое время в поле Константин Левин и Стива Облонский отдыхают на сене во время того, как косари собирают пшеницу. Константин признаётся, что самое свободное место для него — это природа. Вскоре они видят поезд, в котором находится Кити Щербацкая и осознают, что она приехала. А тем временем, в Петербурге, Анна Каренина укачивает Серёжу и убегает, едва увидев своего бывшего мужа. Убитый горем Алексей точно знает, что никогда не увидит свою жену.
А тем временем, на балу, княгиня Щербацкая узнаёт, что Алексей Каренин очень расстроен, а князь Щербацкий говорит Константину, что на бал приедет Патти. Стива Облонский говорит всей публике, что надо жить легче. Константин встречает Кити и оставляет ей послание на размытом дождём окне о том, что он любит её.
Осенью Стива говорит, что закажет ложу в театре. Хотя он, Константин, и Кити пытаются уговорить Анну ехать с ними, последняя отказывается от этого, так как Алексей в Петербурге и у нее слишком много дел.
На выборах распорядитель объявляет, что председателем избран офицер Вронский. Анна Каренина хочет сказать ему, что она поедет в театр, но Вронский предупредил, что никто к ней не подойдёт. Та не слушается его и отправляется послушать Патти, но когда она прибывает туда, то все её изгоняют из общества, посчитав её как чужую. В конце офицер Вронский обвиняет себя в том, что поверил Анне Карениной, а Алексей Каренин обвиняет себя в том, что отдал Анну офицеру и имеет право простить её. Увы, слишком поздно: Анна в поисках выхода из тяжёлой ситуации бросается под поезд и тем самым совершает самоубийство.

## Создатели
Продюсеры — Алексей Болонин и Владимир Тартаковский
Автор либретто — Юлий Ким
Композитор — Роман Игнатьев
Режиссёр-постановщик — Алина Чевик
Хореограф-постановщик — Ирина Корнеева
Художник-постановщик — Вячеслав Окунев
Художник по гриму и причёскам — Андрей Дрыкин
Художник по свету — Глеб Фильштинский
Музыкальный руководитель — Константин Хватынец
Sound Producer и Звукорежиссёр — Олег Чечик,
Аранжировка музыки — Сергей Чекрыжов и Сергей Сысоев,
Оркестровка музыки — Сергей Чекрыжов и Алексей Курбатов.

## Персонажи
| Анна Каренина    | Знатная петербургская дама. Жена Алексея Каренина, с которым у них общий восьмилетний сын. За измену мужу становится изгоем в обществе. Выход из ситуации находит в собственной смерти. |
| Алексей Вронский | Воспитывался в богатой аристократической семье. Граф. Влюбляется в Анну с первого взгляда. Это чувство взаимно.                                                                         |
| Алексей Каренин  | Супруг Анны. До него быстро доходят слухи о любовных отношениях его жены и Вронского. Он прощает Анну за измену, однако она решает связать свою судьбу с Вронским.                      |

## Актёрский состав
| Роль                          | Артисты                                                  |
| ----------------------------- | -------------------------------------------------------- |
| Анна Каренина                 | Екатерина Гусева, Валерия Ланская, Ольга Беляева         |
| Алексей Вронский              | Дмитрий Ермак, Сергей Ли                                 |
| Алексей Александрович Каренин | Игорь Балалаев, Александр Маракулин                      |
| Кити Щербацкая                | Наталия Быстрова, Дарья Январина                         |
| Константин Левин              | Денис Дэмкив, Владислав Кирюхин                          |
| Стива Облонский               | Андрей Александрин, Максим Новиков                       |
| Княгиня Бетси Тверская        | Карине Асирян, Наталья Сидорцова                         |
| Распорядитель                 | Андрей Бирин, Максим Заусалин, Алексей Петров (до 2020г) |
| Патти                         | Ольга Козлова, Оксана Лесничая, Екатерина Чудотворова    |
| Графиня Вронская              | Анна Гученкова, Лика Рулла                               |
| Князь Щербацкий               | Александр Маркелов, Вячеслав Шляхтов, Алексей Бобров     |
| Княгиня Щербацкая             | Элла Меркулова, Елена Сошникова                          |

## Кинопрокат
22 сентября 2018 года в ЦДМ состоялась премьера киноверсии мюзикла «Анна Каренина», где роли героев исполнили Екатерина Гусева, Сергей Ли, Александр Маракулин, Наталия Быстрова, Дэн Дэмкив, Андрей Александрин, Карине Асирян, Максим Заусалин, Оксана Лесничая, Лика Рулла, Александр Маркелов, Элла Меркулова и Станислав Безгин. Съёмки киноверсии проходили 29 и 30 января 2018 года в Московском театре оперетты (понятно по завершающим титрам). Кроме того, в самой киноверсии крупным планом были показаны пейзажи, на фоне которых происходили действия мюзикла.

## Постановки
| Город (страна)     | Компания                    | Театральная площадка        | Дата открытия |
| ------------------ | --------------------------- | --------------------------- | ------------- |
| Москва* (Россия)   | Театр «Московская оперетта» | Театр «Московская оперетта» | 08.10.2016    |
| Сеул (Южная Корея) |                             | Seoul Art Center            | 12.01.2018**  |

(*) — прокат блочного типа.
(**) — постановка по лицензии.